# Энантиосемия
Энантиосеми́я (др.-греч. εναντιο- — противоположный и σημία — значение), внутрисловная антонимия, контронимия — способность слова (или морфемы) выражать антонимические значения, то есть так называемая «внутрисловная антонимия».

## Общая характеристика
А. Д. Шмелёв указывает, что термин «энантиосемия» может употребляться в узком и широком смысле. В более узком значении он обозначает противоположные значения одной и той же лексемы (например, «прослушать лекцию» в русском языке может означать как «выслушать лекцию», так и «не выслушать, пропустить»). В широком значении термин употребляется в диахроническом аспекте и означает противопоставление двух лексических единиц (слов, морфем, устойчивых словосочетаний), восходящих к одной общей лексеме.
Вследствие различных причин у слова может появиться значение, противоположное существующему. При этом изначальное значение может как сосуществовать с новым, так и исчезнуть. Энантиосемия — относительно редкая и малопродуктивная разновидность антонимии. Обычно встречается только частичная, оценочная антонимия.
Близким явлением является автоантонимия — сочетание противоположных значений у одного слова, однако автоантонимия может возникнуть не только путём появления у слова противоположного значения, но и путём развития омонимии у двух слов с противоположным значением. Например, английское cleave в значении «раскалывать» произошло от др.-англ. cleofan, а в значении «прилипать» — от clifian.

## Пути развития энантиосемии
Энантиосемия возникает, когда из одного слова с достаточно общим, размытым значением постепенно развиваются два слова с более частными значениями, каждое из которых отражает какой-либо аспект изначального смысла. Данный вид энантиосемии может возникнуть как в одном, так и в разных языках. Так, индоевропейская основа ghosti- («чужой», «иноплеменник») дала в латинском языке слово hostis (с лат. — «враг»), а в русском — «гость»; изначальный общий смысл лексемы — «чужой», то есть тот, с кем существуют определённые взаимоотношения (гостеприимства или враждебности).
Энантиосемия может также развиться из антифразиса, иронического употребления слова в противоположном значении. В частности, энантиосемия, возникшая в результате иронического словоупотребления, характерна для ряда именных предикативов, модальных глаголов и слов, частиц. Например, частица «конечно» может выражать как уверенность, подтверждение, так и недоверие, сомнение (Бросаю курить: последняя сигарета. — Конечно!). В современной речи также наблюдается использование некоторых слов с противоположными коннотациями (то есть с отрицательной и положительной оценкой). Примером может служить слово «монстр» в значении «чудовище» и оно же в значении «некто опытный, заметный, уважаемый» (монстры шоу-бизнеса). Сферой зарождения такого вида энантиосемии чаще всего является разговорная речь и жаргон; затем новое словоупотребление получает распространение в публицистике.
Энантиосемия может развиваться не только у отдельных слов, но и у целых выражений. К примеру, «очень нужно» может означать как действительную необходимость, так и, напротив, её отсутствие.

## Примеры

### Русский язык
- бесценный — (редко) «не имеющий никакой цены» и «имеющий очень высокую цену»[11];
- буквально — «точно, в прямом смысле» и «в переносном смысле, фигурально выражаясь»[6];
- вывести — «уничтожить» (вывести тараканов) и «создать» (вывести новый сорт)[12].
- завязать — «начать» («завязать отношения») и «закончить» («завязать с вредной привычкой»)[13];
- залечить — «вылечить» («врачи залечили рану») и «ухудшить состояние пациента из-за лечения» («врачи залечили до смерти»).
- одолжить — «дать в долг» и (разговорное, неправильное) «взять в долг».
- наверное (частично) — «с высокой вероятностью» и «совершенно точно» (устаревшее значение «я это знаю наверное»)
- обходить — «ходить вокруг, не заходя внутрь; пройти стороной» («отряд обошёл деревню, не желая вступать в бой») и «зайти внутрь, посещая все возможные места» («отряд обошёл деревню в поисках врагов»).
- проехать — «переместиться на транспорте из точки А в точку Б» и «при перемещении на транспорте пропустить точку и уехать дальше».
- прослушать — «выслушать, услышать» и «не расслышать, забыть услышанное»[6];
- просмотреть — «внимательно изучить визуально» и «не заметить что-либо из-за невнимательности».
- санкция — «инициация», в широком смысле «разрешение», и «ограничение», в более узком смысле «запрет».

### Английский язык
- awesome — (устаревшее) «ужасный» и «восхитительный»

### Китайский язык
- 租 — «снимать» (напр., квартиру) и «сдавать» (напр., в аренду);
- 借 — «одолжить (кому-то)» и «занять (у кого-то)».

### Хинди
- कल — «вчера» и «завтра»[14];